# Маклир (лунный кратер)
Кратер Маклир (лат. Maclear) — небольшой ударный кратер в северо-западной части Моря Спокойствия на видимой стороне Луны. Название присвоено в честь английского астронома Томаса Маклира (1794—1879) и утверждено Международным астрономическим союзом в 1961 г. 

## Описание кратера

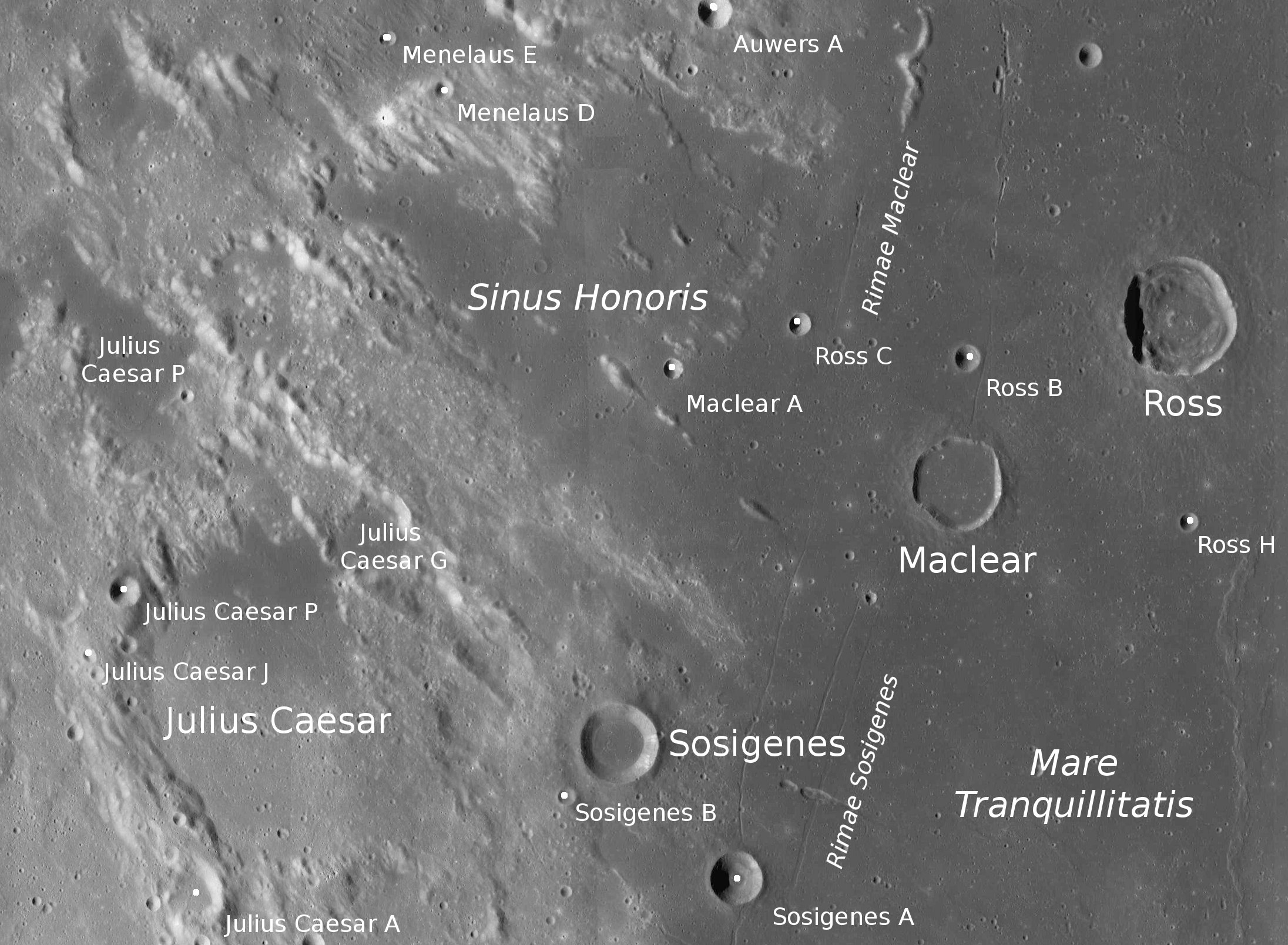
Окрестности кратера Маклир. Снимок зонда Lunar Reconnaissance Orbiter.

Ближайшими соседями кратера являются кратер Юлий Цезарь на западе-юго-западе; кратер Аль-Бакри на севере; кратер Росс на северо-востоке; кратер Араго на юге-юго-востоке и кратер Созиген на юго-западе. На северо-западе от кратера Маклир находится Залив Славы; на севере - борозды Маклира и за ними Гемские горы; на юго-западе расположены борозды Созигена. Селенографические координаты центра кратера 10°31′ с. ш. 20°06′ в. д. / 10,52° с. ш. 20,1° в. д., диаметр 20,3 км, глубина 610 м.
Кратер Маклир имеет полигональную форму и затоплен базальтовой лавой, над поверхностью лавы выступает лишь острая узкая вершина вала.Высота вала над окружающей местностью достигает 780 м, объем кратера составляет приблизительно 240 км³.  Дно чаши ровное, не имеет приметных структур.

## Сателлитные кратеры

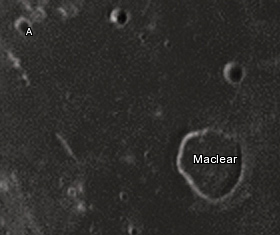
Снимок Девида Кемпбелла.

| Маклир | Координаты                                        | Диаметр, км |
| ------ | ------------------------------------------------- | ----------- |
| A      | 11°18′ с. ш. 18°00′ в. д. / 11,3° с. ш. 18° в. д. | 4,1         |

## Места посадок космических аппаратов
- 2 февраля 1964 года приблизительно в 40 км к юго-западу от кратера Маклир, в точке с селенографическими координатами 9°24′ с. ш. 21°30′ в. д. / 9,4° с. ш. 21,5° в. д.G, совершила жесткую посадку американская автоматическая межпланетная станция Рейнджер-6.

## См.также
- Список кратеров на Луне
- Лунный кратер
- Морфологический каталог кратеров Луны
- Планетная номенклатура
- Селенография
- Минералогия Луны
- Геология Луны
- Поздняя тяжёлая бомбардировка